# Un animale chiamato uomo
Un animale chiamato uomo ist ein Italowestern aus der Spätphase des Genres, in der fast nur komödiantische Versuche inszeniert wurden. Er gilt als einer der schlechtesten Vertreter dieses Genres.

## Handlung
Die zwei Tagediebe Bill and Jonny kommen nach Silver City, wo Mark Forester mit seiner Bande unumschränkter Herrscher ist. Die beiden fordern Forester heraus und schlagen ihn sogar bei einem Schießwettbewerb, wobei Bill neben 500 $ auch die Bewunderung der Pariser Ärztin Yvette gewinnt. Dann verdingen sie sich als Steuereintreiber und bringen die Bewohner um ihr Erspartes. Durch die Vertreibung von Foresters Bande erhalten sie einen Haufen Geld, den sie zum Ausgleich den Bewohnern überlassen; dann gehen sie mit Yvette zusammen ihrer Wege.

## Kritiken
„Einer der ganz ganz üblen. Figuren und Handlungsstränge kommen aus dem Nichts oder verschwinden einfach: Craig Hill verließ wegen der mangelnden Qualität den Film während der Dreharbeiten, so dass er herausgeschrieben werden musste. Das half auch nicht...“

„Ziemlich lahm.“

„Der Humor scheint vom Betriebsfest der Bierbrauergewerkschaft zu stammen; die Musik wirkt geschickt zusammengeklaut. Kein ausreichender Grund, um sich den Film anzusehen.“

## Sonstiges
- Der Film lief nicht im deutschsprachigen Raum, erfuhr aber außerhalb der italienischen Provinzkinos Aufführungen in Frankreich, Finnland, Griechenland, Schweden und den USA.
- Einer der ganz wenigen Filme mit dem Stuntman Omero Capanna in einer tragenden Rolle.